# Patrick Henne
Patrick Henne (* 1985 in Westdeutschland) ist ein deutscher Künstler.

## Leben und Werk
Patrick Henne ist als freischaffender Künstler tätig, sein Schwerpunkt sind kontroverse figurative Ölgemälde.
Seit 2012 lebt Patrick Henne in Berlin.

## Ausstellungen

### Einzelausstellungen
- 2021 Violating community standards sing 1666, Galerie vonLbisG, Berlin[2]
- 2020 Someday this pain will be useful TRAUMA, Enfants Artspace, Hamburg[3]
- 2019 Popterror auf der Reeperbahn, Urbanskills, Hamburg[4]
- 2016 Happiness without death is just apathy, Galerie Von LbisG, Berlin[5]
- 2015 I wrote this love letter when I was stoned, Gallery Box 32, Berlin
- 2010 Und auf einmal wurde es albern, Flush 105, Stuttgart
- 2008 Katharsis, Galerie der Stadt Tamm
- 2007 Paintings, Galerie Kornkammer, Kornwestheim

### Gruppenausstellungen (Auswahl)
- 2021 Don’t wake daddy, Galerie Feinkunst Krüger, Hamburg
- 2021 “Fetish”, The Ballery, Berlin
- 2018 Katzen gehen immer noch, Group Show, Affenfaust Galerie, Hamburg[6]
- 2017 Knotenpunkt 17, Affenfaust Galerie, Hamburg[7]
- 2017 Don’t wake daddy, Galerie Feinkunst Krüger, Hamburg[8]
- 2016 Don’t wake Daddy, Galerie Feinkunst Krüger, Hamburg[9]
- 2015 Floating Intersections, Pinkzeppelin Gallery, Berlin[10]
- 2015 Das eigene Ich Groupshow, Affenfaust Galerie, Hamburg
- 2014 Pop Up Art Gallery, Berlin
- 2014 Kunsthaus Summerau, Neukirch (Bodensee)
- 2014 Pop-Up goes Avantgarde, Berlin Avantgarde, Berlin
- 2014 Katzen gehen immer, Affenfaust Galerie, Hamburg
- 2014 contURBANaries Art Fair, Berlin[11]
- 2014 Lithium, Polarraum, Hamburg[12]
- 2014 Play, Galerie C.O.A., Montreal/Kanada
- 2014 ArtLab, Stattbad Wedding, Berlin
- 2013 12x12 Inch, Raum für drastische Maßnahmen, Berlin[13]
- 2013 Knoten 13 – Urban Art Festival, Affenfaust Galerie, Hamburg[14]
- 2012 WineVibes, Berlin
- 2012 Farbklang, Berlin
- 2011 Homo Informatikus, Atelier Unsichtbar, Stuttgart
- 2011 Die Orbit Kauboys und das neongraue Pfützenlicht, Atelier Unsichtbar, Stuttgart
- 2009 Anarchistisches Kulturwochenende, Stuttgart
- 2008 Gruppenausstellung Pulverturm, Vaihingen/Enz